# 布吕克塔尔
布吕克塔尔是德国莱茵兰-普法尔茨州的一个市镇。总面积2.42平方公里，总人口92人，其中男性53人，女性39人（2011年12月31日），人口密度38人/平方公里。